# Leucania insularis
Leucania insularis är en fjärilsart som beskrevs av Butler 1880. Leucania insularis ingår i släktet Leucania och familjen nattflyn. Inga underarter finns listade i Catalogue of Life.